# Nokia 5500
Nokia 5500 – model telefonu komórkowego firmy Nokia.

## Dane techniczne

### Aparat cyfrowy
- Rozdzielczość - 2 MPx
- Nagrywanie filmów

### Transmisja danych
- WAP 2.0
- GPRS
- EDGE
- IrDA
- Bluetooth
- złącze kart flash - microSD
- USB (kabel USB CA 53)

### Pozostałe funkcje
- Przypominacz
- Nawigacja manipularna
- Kalendarz
- Zegar
- Data
- Budzik
- Kalkulator
- Czujnik ruchu
- Bardzo wytrzymała obudowa, odporna na wstrząsy, wodę, miażdżenie

### Multimedia
- Java
- radio FM